# (473097) 2015 HV165
(473097) 2015 HV165 es un asteroide perteneciente al cinturón exterior de asteroides, descubierto el 23 de septiembre de 2005 por el equipo del Spacewatch desde el Observatorio Nacional de Kitt Peak, Arizona, Estados Unidos.

## Designación y nombre
Designado provisionalmente como 2015 HV16.

## Características orbitales
2015 HV165 está situado a una distancia media del Sol de 3,201 ua, pudiendo alejarse hasta 3,780 ua y acercarse hasta 2,623 ua. Su excentricidad es 0,180 y la inclinación orbital 2,633 grados. Emplea 2092 días en completar una órbita alrededor del Sol.

## Características físicas
La magnitud absoluta de 2015 HV165 es 16. Tiene 3,23 km de diámetro y su albedo se estima en 0,056.